# 「天地の中央」にある登封の史跡群

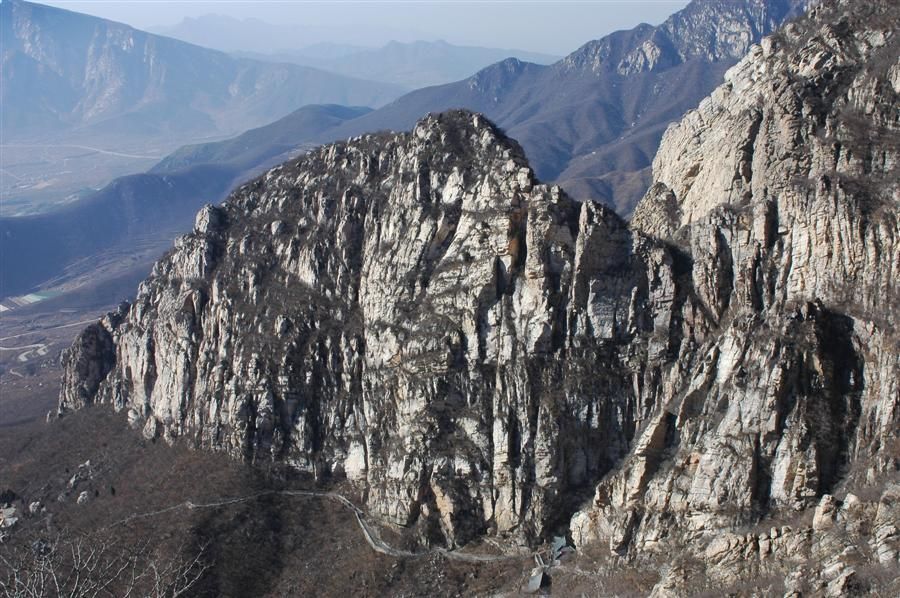
嵩山

「天地の中央」にある登封の史跡群（てんちのちゅうおうにあるとうほうのしせきぐん）は、中華人民共和国の世界遺産の一つである。中華人民共和国（中国）の河南省に聳える嵩山は、古来五岳の中心をなす聖なる山として、宗教的・文化的に重要な位置を占めてきた。この世界遺産は、その嵩山周辺で歴代の王朝時代に築き上げられてきた、嵩山少林寺をはじめとする8件の歴史的建造物群を対象としている。
UNESCOの世界遺産センターは、公式な英語・フランス語登録名とは別に、中国語名として「登封 “天地之中”历史古迹」という名称を示している。

## 天地之中
古代中国の宇宙観は「天円地方」、すなわち「天は円く、地は四角い」というもので、その天地が巨木や高峰でつながっていると信じられていた。
中国は中華思想に基づき自らを天地の中心に置いていた。その中でも中心に位置するとされたのが中原で、古代の為政者はここに都を置いた。嵩山は「五岳」の中心としてそこに聳え、天地の中心に位置する聖なる山として、古くから仏教、儒教、道教などの宗教的な建造物群が多く作られるとともに、学術・教育に関する施設も形成されてきた。

## 登録対象
世界遺産を構成する登録資産は、河南省鄭州の登封市に残る以下の8件である。その中がさらに細分化され、構成資産の総数は367にのぼる。

### 太室闕と中岳廟
太室闕と中岳廟 (Taishi Que Gates, Zhongue Temple, ID 1305-001) は、嵩山の黄蓋峰の麓に残る道教の廟とその闕で、世界遺産としての登録面積は 372.3 ha、緩衝地帯は 496.3 ha である。
太室闕（たいしつけつ）は、後漢時代の西暦118年に建てられた高さ 3.92m の闕である。後述する少室闕、啓母闕とともに、中岳漢三闕と呼ばれている。中国には他にも古い闕が残っているが、漢代のものがそのまま残っているのは中岳漢三闕しかなく、現存する中国最古の宗教的構造物となっている。こうした背景には、当時の主要建築物が木造で、残りにくかったという事情もある。
太室闕は木造建築物を模してはいるが、切石を積み上げて作られたもので、四面に様々な文物を題材にとった浮き彫りがある。それらが漢代の習俗に関する史料となるだけでなく、複数の書体によって刻まれた銘文は書法の変遷に関わる資料となっている。
太室闕は後述する中岳廟の前身である「太室祠」の外大門となっていた。太室祠は太室山（嵩山の一部）の神を祭るための施設で、古代には重要な意味を持った。道教の廟堂に改築された太室祠と異なり、太室闕は当時の祭礼の例証となるものである。

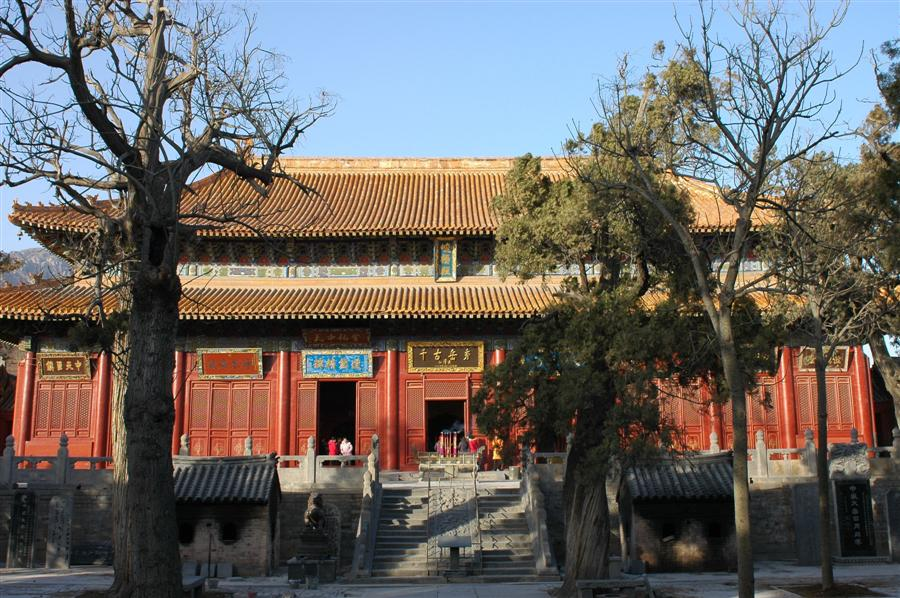
中岳廟

中岳廟（ちゅうがくびょう）は、秦代に創建された「太室祠」が前身になったと伝えられる道教の廟で、漢の武帝の時代に大規模な拡張が行われた。道教を大成した寇謙之もこの地で長年修行をしたと伝えられ、彼が生きていた北魏の時代に現在の名になり、唐の時代に現在の場所に移築された。その後も多くの変遷を遂げたが、清代の改築によって現在の規模になった。清代の改築は故宮を範とするものであったため、「小故宮」とも称された。中岳廟は南北の軸線に沿って天中閣、中岳大殿、寝殿、御書楼などの37の建造物群で構成され、河南省に残る宗教建築では最大規模とも言われる。

### 少室闕
少室闕（しょうしつけつ、Shaoshi Que Gates, 1305-002）は、嵩山の少室山の麓に残る中岳漢三闕の一つで、世界遺産としての登録面積は 84 ha、緩衝地帯は 222.4 ha である。少室山の神を祀る少室山廟の前に建てられた闕であり、建造時期は118年から123年の間とされている。中岳漢三闕の中では知名度の点で劣るかわりに、それによってかえって壁画が良好に保たれたという評価もある。
描かれている壁画は多岐にわたるが、少女の躍動感がきわだつ馬戯図や女子蹴鞠図などが知られ、後者は漢代にすでに存在していたサッカーのような球技の祖形を伝えている。

### 啓母闕
啓母闕（けいぼけつ、Qimu Que Gates, 1305-003）は、中岳漢三闕の一つで、世界遺産としての登録面積は 40.4 ha、緩衝地帯は 108.9 ha である。
嵩山の万歳峰の下に位置し、123年に啓母廟の闕として建てられた。啓母廟は高さ10mにもなる巨石「啓母石」を祀るために建造されたが、現存していない。
『淮南子』に記載された伝説によれば、夏王朝の始祖となった禹は治水事業に打ち込むあまりに家を省みず、そのために妻が巨石に変じたという。のちにその巨石からは夏の2代帝啓が生まれ、そこから「啓母石」の名がついたとされる。こうした経緯は啓母闕の碑文にも部分的に刻まれている。啓母闕には様々な銘文や画像が刻まれ、当時の書体や彫刻を考察する上で重要な資料となっている。

### 嵩岳寺塔

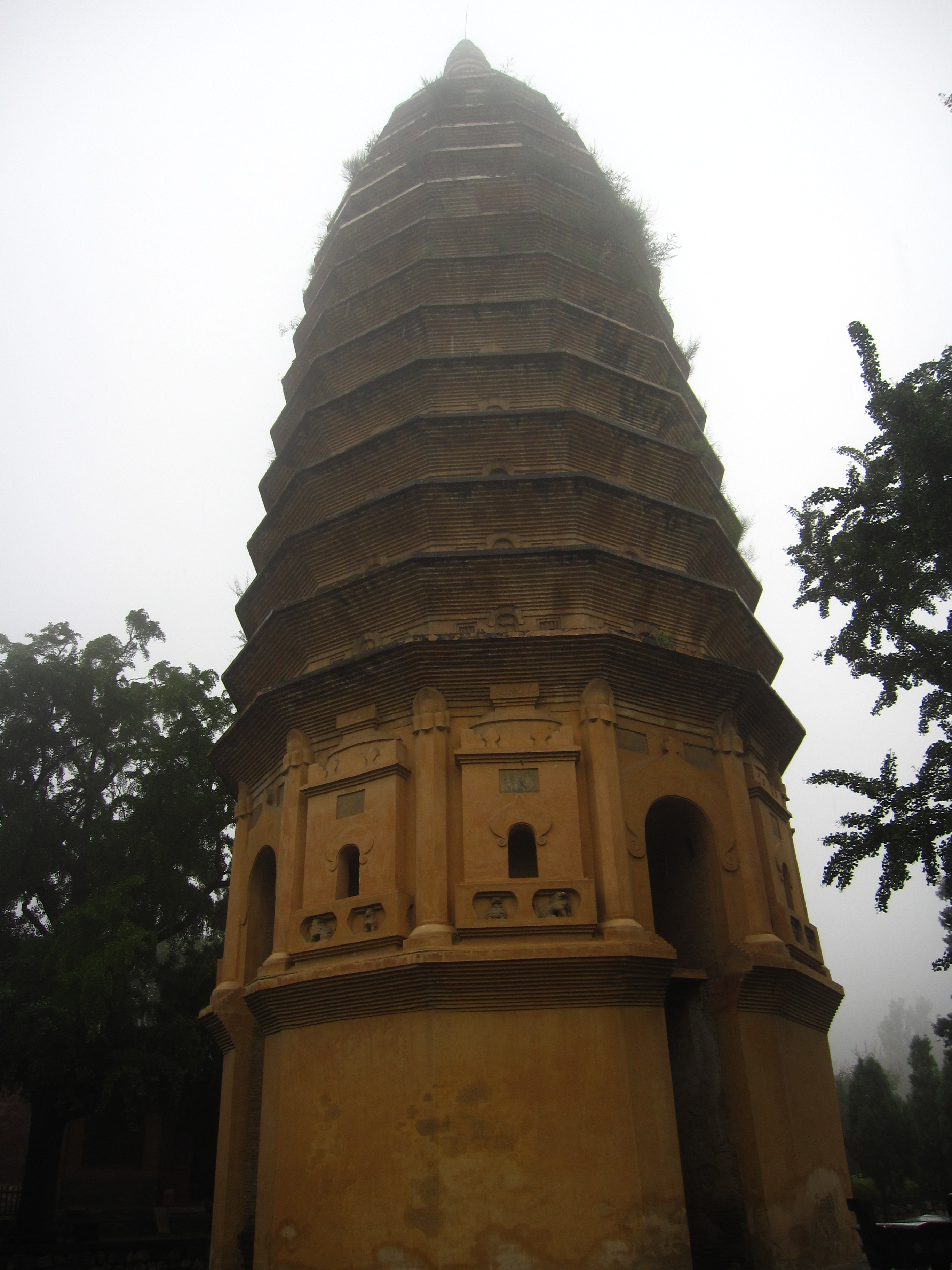
嵩岳寺塔

嵩岳寺塔（すうがくじとう、Songye Temple Pagoda, 1305-004）は、嵩山の太室山南麓に残る嵩岳寺の仏塔で、中国に現存する煉瓦塔としては最も古い。北魏の時代には皇帝の離宮だった建物が520年に仏教寺院とされ、その同じ年に仏塔も建てられた。当初は閑居寺という名だったが、620年に嵩岳寺と改称された。その後、寺そのものは衰退し、現在残るものは清代に再建されたものだが、仏塔は北魏時代のものがそのまま残っている。
高さは約40 m で、密檐式という、楼閣式を簡略化した様式の塔である。外観の平面は十二角形で、徐々に小さくなる15層の密檐が積み重なり、その上に相輪が載っている。内部は十二角形になっている第一層以外は八角形である。
世界遺産としての登録面積は 33.4 ha、緩衝地帯は 47.9 ha である。

### 少林寺建築群

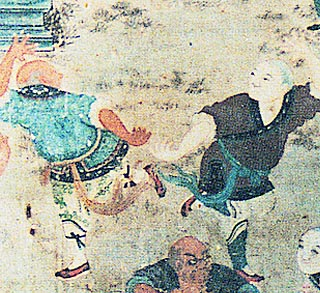
千仏殿の壁画に描かれた少林寺の僧侶

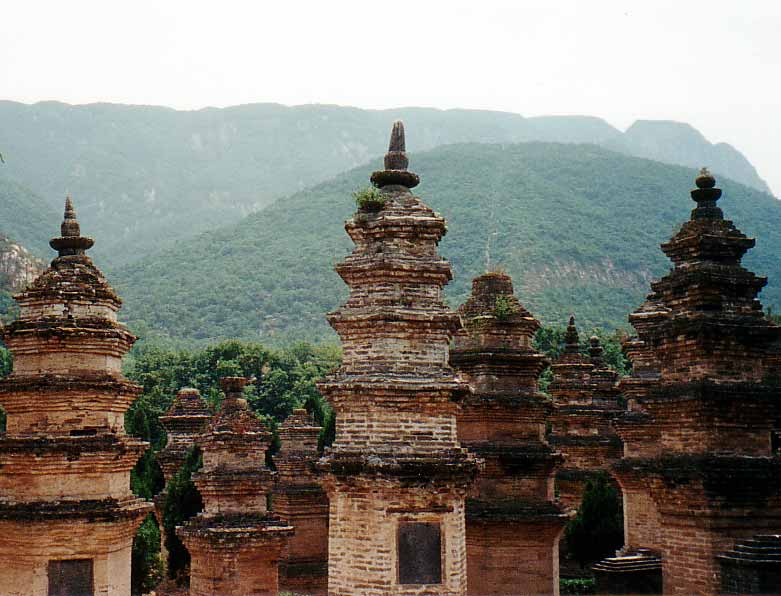
少林寺塔林

少林寺建築群 (Architectural Complex of Shaolin Temple (Kernel Compound, Chuzu Temple, Pagoda Forest), 1305-005) は、世界遺産の英語登録名にあるように常住院、初祖庵、塔林などを含む少林寺の建造物群で、登録面積は 182.6 ha、緩衝地帯は 1939.6 ha である。
少林寺は北魏の孝文帝が跋陀のために命じて、495年に少室山五乳峯に建てさせた仏教寺院で、527年に渡来僧菩提達磨が禅宗を創始してからは禅宗の祖庭として知られるようになった。また、達磨が始祖とされる少林拳の使い手である僧侶たちが、唐の太宗を助けて軍功を立てたことから、拳法でも知られるようになった。ただし、少林寺の古い建築物は中華民国時代に焼失したものも少なくない。
常住院に残る建築物で特筆すべきは千仏殿（せんぶつでん）である。これは明代の1588年に建てられたもので、現存する少林寺建築群の中では最大級のものである。清代に再建されたが、内部には明代に描かれた約300 m²の巨大な壁画「五百羅漢朝毘盧」が残っている。
初祖庵（しょそあん）は、初祖すなわち菩提達磨が壁に向かって座禅したと伝えられる場所に残る建築群である。ただし、現存するのは1125年に建造された大殿と、清代に追加された小さな建物（小亭）2つなどである。大殿は木造で、河南省に現存する木造建築の中でも傑作のひとつして挙げられている。
塔林（とうりん）は、少林寺の僧たちの墓所であり、世界遺産に推薦された時点で241基もの墓塔が林立していた様からその名がある。それらの墓塔は唐代から清代まで13世紀にわたって建てられてきたもので、建築と彫刻の点から高く評価されている。

### 会善寺
会善寺（かいぜんじ、Huishan Temple, 1305-006）は、少林寺、嵩岳寺、法王寺とともに嵩山の四大寺院の一つである。太室山積翠峰の下にあり、北魏時代の離宮を起源とする。「会善寺」の名は隋の時代に付けられ、現在の建物は元の時代に成立した。明や清の時代に何度も改築されているが、正門をはじめとする8件の構造物には、元朝の様式が残されている。
世界遺産としての登録面積は 68.2 ha、緩衝地帯は 373 ha である。

### 嵩陽書院
嵩陽書院（すうようしょいん、Songyang Academy of Classical Learning, 1305-007）は、儒教の書院（学問所）で、世界遺産としての登録面積は 27.8 ha、緩衝地帯は 115.4 ha である。北魏の時代に建造された嵩陽寺を起源とし、それから何度も改称されたあと、宋の時代に現在の名称となり、当時は儒教を講ずる四大書院の一つに数えられて名を知られていた。宋明理学の基礎をつくったことで知られる程顥・程頤もここで講義したことがある。
現存する建物自体は清代のもので、様式は河南省に典型的なものが採用されている。
嵩陽書院は建物そのものだけでなく、周囲にも特筆すべきものがある。ひとつはその素晴らしさから漢の武帝が将軍に列したと伝えられる柏の老木「大将軍」と「二将軍」である。当時は「三将軍」もあったが、これは明代に焼失した。樹齢は4500年とも言われ、中国では最古級の老木である。
もうひとつが門前に聳える高さ8 m の石碑、嵩陽観感応碑（すうようかんかんのうひ）である。これは唐代に当たる744年の建造で、嵩山に残る石碑としては最大で、河南省内でも最大とされる。銘文を手がけたのは高名な書家の徐浩である。

### 周公測景台と観星台

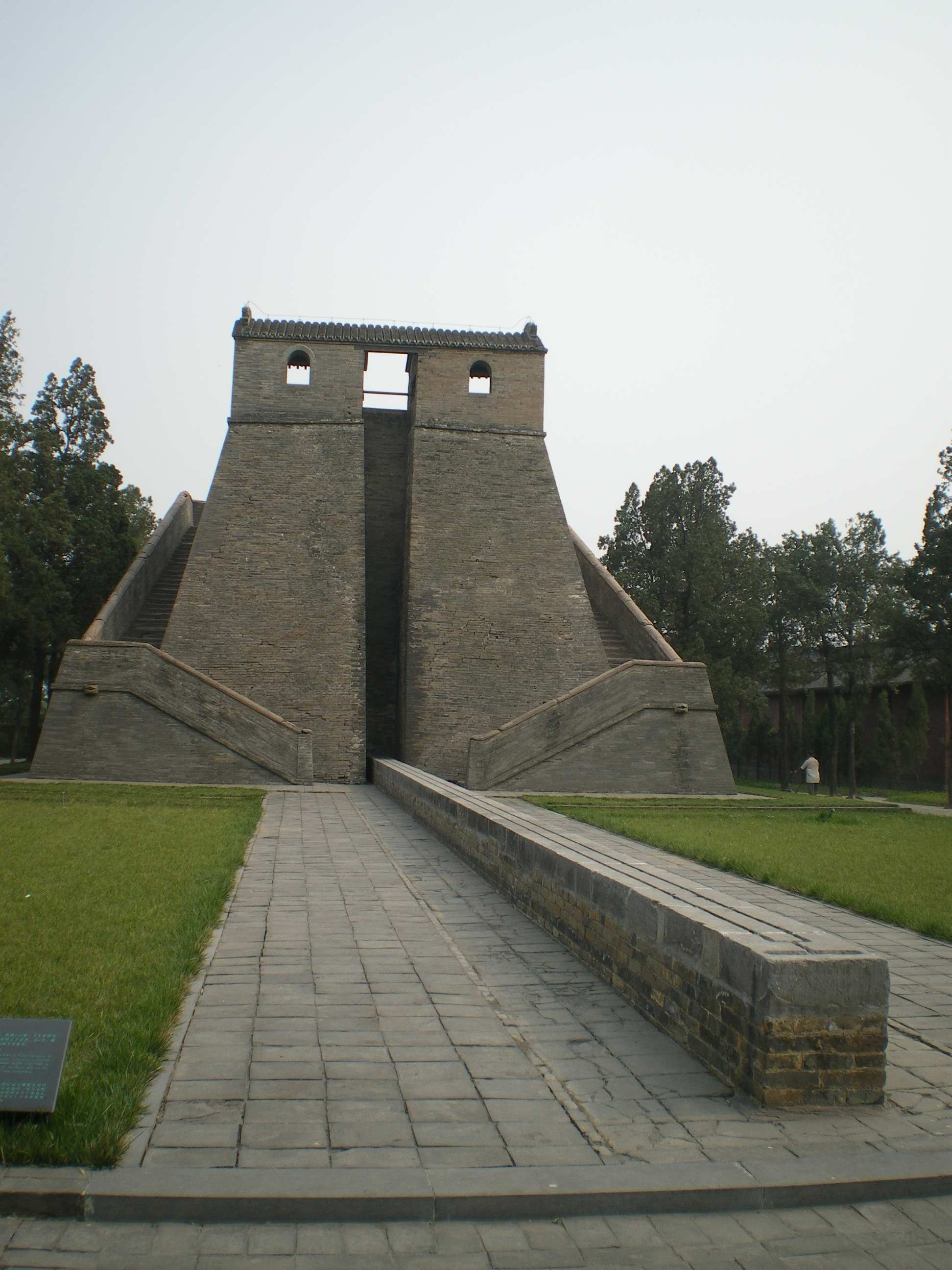
登封観星台

周公測景台と観星台（Observatory, 1305-008）は、中国の科学技術史に関わる施設である。
周公測景台（しゅうこうそくけいだい）は、「測影台」とも表記する。その別表記に表れているように影の長さを測るもので、一種の日時計である。伝説的には、周公が天地の中心を定める時に日陰の長さを測ろうと設置したのが最初とされる。現存するものは周公の業績を偲ぶ形で723年に天文学者によって設置されたもので、中国の天文観測施設としては現存最古である。
観星台（かんせいだい）は、周公測景台のすぐ北に残る天文観測施設で、元代の1279年に、郭守敬によって建てられた。この時代までの現存する天文施設としては最大級で、当初は 9.46 mだったが、明代に上乗せされた部分が3 ｍ 余りある。この天文施設は日陰の長さを元に冬至や夏至のほか、緯度の高さなどを算定するものであった。郭守敬は中国全土に27の観測拠点を置いたが、その中心をなしたのが登封の観星台であった。彼は北京の観星台とともに「天地の中心」たる登封の観星台を重視しており、他と違ってその2つだけはレンガ造りになっていた。彼は当時として傑出した暦である授時暦を作成したが、その際には観星台群から得られた観測記録が活用されていた。
世界遺産としての登録面積は 16.3 ha、緩衝地帯は 134.6 ha である。

## 分類
文化遺産としてのカテゴリーは「建造物群」 (groups of buildings) である。世界遺産に登録されている宗教上の聖なる山はしばしば文化的景観に分類されるが、この世界遺産は上で見たように建造物群のみが対象となっており、嵩山そのものが文化的景観として登録されたわけではない。

## 登録経緯
この物件が「嵩山の史跡群」（Historic Monuments of Mount Songshang）として世界遺産の暫定リストに掲載されたのは2001年11月29日のことである。
2009年の第33回世界遺産委員会（セビーリャ）で初めて審議されたが、そのときは嵩山との関連性をはじめとする資産構成についての吟味などが不十分として、「情報照会」と決議された。
中国政府が提出した追加情報を踏まえた結果、翌年ICOMOSは「登録」を勧告し、その年の第34回世界遺産委員会（ブラジリア）で再審議された結果、登録が認められた。

## 登録基準
中国政府は基準 (1)、(2)、(3)、(4)、(6) の適用を主張していた。そのうち、基準 (1)、(2)、(4) の適用にはICOMOSが否定的見解を示し、世界遺産委員会でも覆らなかった。
まず最終的に採用されなかった基準とその理由について見ておく。
- (1) 人類の創造的才能を表現する傑作。
中国政府は当初、嵩山に残る建築群が宗教、技術、教育などの多岐に渡り、それらは総体としてこの基準に適合すると主張した[26]。しかし、情報照会決議を踏まえた追加情報では、周公測景台・観星台が技術史上の傑作に当たることから適用できると修正した[26]。
ICOMOSは、周公測景台・観星台だけならば確かに基準 (1) に当てはまると認めたものの、この推薦が367の建造物群からなるシリアル・ノミネーションだったことから、適用に否定的な見解を示した[26]。

- (2) ある期間を通じてまたはある文化圏において、建築、技術、記念碑的芸術、都市計画、景観デザインの発展に関し、人類の価値の重要な交流を示すもの。
中国政府は当初、嵩山に残る建造物群が宗教的、教育的、科学的な面で後に大きな影響を「及ぼした」ことから適用できると主張していたが、追加情報では影響を「受けた」関係についても言及し、インドから渡来してきた菩提達磨の影響や、天文施設に見られるインドや中央アジアの影響などにも触れた[26]。
ICOMOSは周公測景台・観星台だけならば (2) の適用は妥当と評価したが、嵩陽書院などには当てはまらず、シリアル・ノミネーションである資産全体には適用できないとした[26]。

- (4) 人類の歴史上重要な時代を例証する建築様式、建築物群、技術の集積または景観の優れた例。
中国政府は、推薦資産がいずれも木や煉瓦を使った建築物としては傑出していることなどを理由に適用できると主張していた[26]。ICOMOSは、この資産を構成する主要な建築物、すなわち中岳漢三闕や嵩岳寺塔がいずれも傑出した建造物であることは認めたが、それらを「人類の歴史上重要な時代」と結びつけることは困難として、この基準は適用できないと判断した[26]。

以上のICOMOSの判断は世界遺産委員会の審議でも覆らなかったため、この世界遺産は世界遺産登録基準のうち、以下の条件を満たし、登録された（以下の基準は世界遺産センター公表の登録基準からの翻訳、引用である）。
- (3) 現存するまたは消滅した文化的伝統または文明の、唯一のまたは少なくとも稀な証拠。
- (6) 顕著で普遍的な意義を有する出来事、現存する伝統、思想、信仰または芸術的、文学的作品と直接にまたは明白に関連するもの（この基準は他の基準と組み合わせて用いるのが望ましいと世界遺産委員会は考えている）。

具体的には、基準 (3) は、「天地の中心」という思想がそこに都を置いたり儀礼を行なったりすることを通じて、中国皇帝の権力と結びついてきたことを示すという点に適用された。中国政府は古代の祭礼や教育のあり方を伝えるものという観点も指摘していたが、それは採用されなかった。
基準 (6) は、「天地の中央」に集中する聖俗の建造物群が、中国文化史上で重要な意味を持ったことや、仏教寺院も聖なる山と共生関係を持つに至ったことなどに対して適用された。中国政府の推薦時点では、禅宗の伝播において少林寺が果たした歴史的意義についても触れられていたが、この点についてICOMOSは評価を明記していなかった。
こうした基準の適用の仕方については、明晰さに欠けるという指摘もある。

## 登録名
ユネスコの世界遺産センターによる公式な登録名は、Historic Monuments of Dengfeng in “The Centre of Heaven and Earth” （英語）、Monuments historiques de Dengfeng au « centre du ciel et de la terre » （フランス語）である。その日本語名は、文献によって訳し方に違いがある。
- 河南登封の文化財 “天地之中” （日本ユネスコ協会連盟[28]）
- 登封の歴史的建造物群－天地之中（世界遺産検定事務局[29]）
- 「天地の中心」にある登封の史跡群（古田陽久・古田真実[30]）